# Премія Жуля Жансена
Пре́мія Жу́ля Жансе́на (фр. Prix Jules-Janssen) — найвища наукова нагорода, яку щорічно присуджує Французьке астрономічне товариство (Société astronomique de France — SAF) за здобутки в галузі астрономії. Цю міжнародну нагороду по черзі присуджують французькому астроному та іноземному астроному за міжнародну цінність наукової роботи номінанта, а також за внесок у поширення наук про Всесвіт.
Нагороду засновано у 1897 році на честь П'єра Жуля Сезара Жансена (1824—1907), відомого французького астронома.

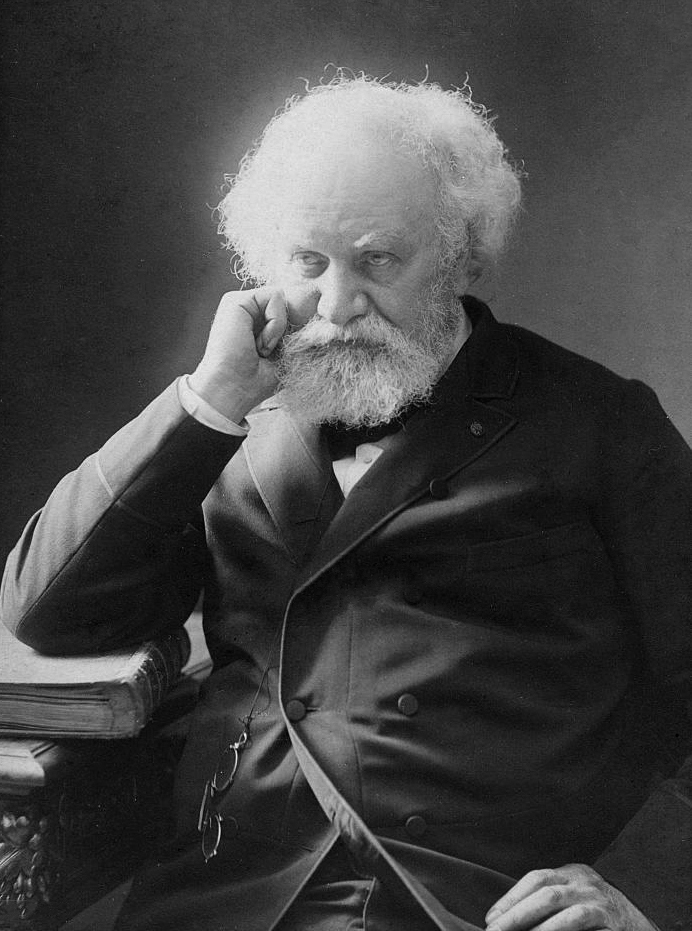
П'єр Жуль Сезар Жансен (1824—1907)

Премія Жуля Жансена є окремою нагородою, що не пов'язана з медаллю Жансена. Медаль Жансена — нагорода з астрофізики Французької академії наук.

## Лауреати премії Жуля Жансена
- 1897 — Каміль Фламмаріон
- 1898 — Семюел Пірпонт Ленглі
- 1899 — Огюст Шарлуа
- 1900 — П'єр Анрі Пюйзо[en]
- 1901 — Joseph Joachim Landerer, Томас Девід Андерсон[en], Анрі Кретьєн[en]
- 1902 — Sylvie Camille Flammarion
- 1903 — Мішель Джакобіні
- 1904 — Персіваль Лоуелл
- 1905 — Хосе Комас Сола
- 1906 — Едвард Емерсон Барнард
- 1907 — Мілан Растіслав Штефаник
- 1908 — Едвард Чарлз Пікерінг
- 1909 — Вільям Генрі Пікерінг
- 1910 — Філіп Герберт Коуелл[en] і Ендрю Клод де ля Шеруа Кроммелін[en]
- 1911 — Жан Бослер[en]
- 1912 — Макс Вольф
- 1913 — Альфонс Бореллі
- 1914 —  Annibale Riccò[en]
- 1915—1916 не присуджували
- 1917 — Джордж Еллері Гейл
- 1918 — G. Raymond
- 1919 — Гійом Бігурдан
- 1920 — Анрі Деландр
- 1921 — Рене Жаррі-Делож[en]
- 1922 — Альберт Абрагам Майкельсон
- 1923 — Аймар де ла Бом Плювінель[en]
- 1924 — Джордж Вілліс Річі
- 1925 — Ежен Мішель Антоніаді
- 1926 — Волтер Сідні Адамс
- 1927 — Гюстав Огюст Феррі[en]
- 1928 — Артур Еддінгтон
- 1929 — Шарль Фабрі
- 1930 — Робер Есно-Пельтрі[en]
- 1931 — Альберт Ейнштейн
- 1932 — Бернар Ліо
- 1933 — Гарлоу Шеплі
- 1934 — Віллем де Сіттер
- 1935 — Ернест Есклангон[en]
- 1936 — Жорж Леметр
- 1937 — Джорджо Абетті
- 1938 — Жуль Байо[en]
- 1939 — Альберт Арнульф[fr]
- 1940—1944 не присуджували
- 1945 — Гарольд Спенсер Джонс
- 1946 — Charles Maurain, Фернан Бальде[fr]
- 1947 — Ян Гендрик Оорт
- 1948 — Люсьен д'Азамбюжа
- 1949 — Бертіл Ліндблад
- 1950 — Андре-Луї Данжон
- 1951 — Джерард Койпер
- 1952 — Фредерик Джон Мерріан Стреттон
- 1953 — Андре Кудер
- 1954 — Отто Струве
- 1955 — Андре Лальман
- 1956 — Віктор Амазаспович Амбарцумян
- 1957 — Данієль Шалонж
- 1958 — Поль Свінгс
- 1959 — Шарль Ференбак
- 1960 — Альберт Вітфорд[en]
- 1961 — Жан Кулон[en]
- 1962 — Отто Гекман
- 1963 — Жан Дюфе[en]
- 1964 — Guglielmo Righini
- 1965 — Жан-Франсуа Деніс[fr]
- 1966 — Марсел Міннарт
- 1967 — Жан-Клод Пекер
- 1968 — Карл Отто Кіпенхоєр[en]
- 1969 — Микола Михайлович Стойко
- 1970 — Мартін Шварцшильд
- 1971 — Жан Реш[fr]
- 1972 — Дональд Садлер[en]
- 1973 — Еврі Шварцман[en]
- 1974 — Walter Ernst Fricke
- 1975 — П'єр Лакрут[fr]
- 1976 — Дональд Говард Мензел
- 1977 — James Lequeux
- 1978 — Адріан Блаау
- 1979 — Жан Ковалевський[fr]
- 1980 — Лайман Спітцер
- 1981 — Жорж Куртес[fr]
- 1982 — Пітер ван де Камп
- 1983 — Жак Леві[en], Charles Bertaud
- 1984 — Корнеліс Де Ягер
- 1985 — Paul Muller
- 1986 — Марсель Голай[fr]
- 1987 — Жан Деле[fr]
- 1988 — Жерар де Вокулер
- 1989 — Bernard Guinot
- 1990 — Герберт Фрідман
- 1991 — Pierre Mein
- 1992 — Любош Перек
- 1993 — Одуен Дольфюс
- 1994 — Едіт Еліс Мюллер
- 1995 — Франсуа Роддьє[fr]
- 1996 — Майк Перріман
- 1997 — Elizabeth Nesme і Serge Koutchmy
- 1998 — Мішель Майор
- 1999 — П’єр Лена[fr]
- 2000 — Райнгард Ґенцель
- 2001 — Роджер Кейрел[en]
- 2002 — Арман Делсем[fr]
- 2003 — Жан-Поль Зан[fr]
- 2004 — Джаянт Нарлікар
- 2005 — Роджер-Моріс Бонне[fr]
- 2006 — Оуен Гінгеріч[en]
- 2007 — Тереза Енкреназ[fr] і Поль Куто[fr]
- 2008 — Jan Stenflo
- 2009 — Катрін Сезарскі
- 2010 — Карлтон Пенніпакер[en]
- 2011 — Roger Ferlet
- 2012 —  Джей Пасачофф[en]
- 2013 — Suzanne Débarbat
- 2014 — Рафаель Реболо Лопес[en]
- 2015 — Suzy Collin-Zahn
- 2016 — John Leibacher
- 2017 — Франсуаза Комб[en]
- 2018 — Алессандро Морбіделлі
- 2019 — Г'юберт Рівз[en]
- 2020 — Евіна ван Дісхук
- 2021 — Жан-П'єр Люміне[en]
- 2022 — Джоселін Белл Бернелл[2]
- 2023 — Бруно Сікарді[fr][3]